# L'Orphelin à la voix d'or
Pour plus de détails, voir Fiche technique et Distribution.
L'Orphelin à la voix d'or (Heintje – Ein Herz geht auf Reisen) est un film ouest-allemand réalisé par Werner Jacobs sorti en 1969.
Le film met en scène l'enfant chanteur Heintje.

## Synopsis
Heinz Gruber, appelé Heintje, est un orphelin et vit avec sa tante Monika Klausen. Le garçon n'aime pas le fiancé de Monika, Günter Schelle, et veut le chasser de la maison. Heintje fait la connaissance du propriétaire du centre équestre Alfred Teichmann qui, d'abord méprisant, s'émeut quand il entend chanter l'enfant qu'il invite dans son groupe. Teichmann conseille à Heintje d'être chanteur alors que le garçon veut être jockey. Quand Heintje perd sa clé, il y a un différend entre Schelle et Teichmann. Peu après Schelle persuade Monika de placer Heintje dans une maison d'accueil. Dans cette maison, il y a Hanna Schwarz, qui fut amoureuse d'Alfred Teichmann. Quand elle met Heintje face à ce qu'on lui reproche, il essaie de ne pas montrer sa tristesse. Dans les box, il chante Mamatschi, schenk mir ein Pferdchen. Quand il demande à Alfred Teichmann, s'il ne peut pas rester ici, Alfred répond non, à regret. Teichmann doit partir en vacances avec sa petite amie, Gerdi Weber.
Au cours d'une randonnée, Heintje s'éloigne de sa classe et fugue. Comme Alfred Teichmann lui a expliqué son voyage, Heintje va le suivre. En chemin, il est accompagné des gangsters Harry, Hugo et Else ; Harry doit faire passer à travers la frontière suisse du cobalt radioactif dissimulé dans un de leurs sacs de voyage, ce qu'ils ignorent. Quand Heintje retrouve enfin Teichmann, sa joie est immense. Teichmann appelle Hanna Schwarz pour lui dire que Heintje est avec lui. Lorsque le directeur du centre intervient dans la conversation et accuse Hanna Schwarz, Teichmann est si en colère qu'il dit qu'il gardera le garçon avec lui. Sa petite amie Gerdi le quitte. Heintje découvre le paquet dans son sac de voyage et le montre à Teichmann, ce dernier décide d'accompagner le garçon à la police. Il apprend qu'il est recherché. Au moment où l'agent s'absente, ils montent un stratagème pour s'évader l'un après l'autre.
Quand Harry et Else s'arrêtent à une station-essence et entendent le chant de Heintje, ils suivent Teichmann et le garçon. Pendant ce temps, Hanna Schwarz est arrivée en Suisse parce qu'elle est très inquiète. Elle parle à Teichmann du cobalt et commence à pleurer. Teichmann découvre qu'elle s'inquiète pour Heintje mais aussi pour lui et va dans ses bras. Pendant ce temps, Harry et Else exigent à Heintje le paquet. Quand Teichmann et Hanna Schwarz reviennent sur le bateau, Harry les surprend et prend Heintje en otage contre le cobalt. Hanna Schwarz prépare l'échange de sorte que la police parvient à arrêter les malfaiteurs. Hanna Schwarz et Alfred Teichmann décident de se marier, afin de pouvoir adopter Heintje.

## Fiche technique
- Titre français : L'Orphelin à la voix d'or ou Un cœur en ballade ou Heintje, Un cœur part en voyage[1]
- Titre original : Heintje – Ein Herz geht auf Reisen
- Réalisation : Werner Jacobs assisté de Margrith Spitzer
- Scénario : Eberhard Keindorff, Johanna Sibelius
- Musique : Raimund Rosenberger (de)
- Direction artistique : Ernst H. Albrecht
- Costumes : Elisabeth Schewe
- Photographie : Heinz Hölscher
- Montage : Hermann Haller
- Production : Heinz Willeg (de)
- Sociétés de production : Allianz Film Produktion, Terra Filmkunst
- Société de distribution : Constantin Film
- Pays d'origine :  Allemagne de l'Ouest
- Langue : allemand
- Format : Couleurs - 1,66:1 - Mono - 35 mm
- Genre : Musical
- Durée : 104 minutes
- Dates de sortie :
  - Allemagne de l'Ouest : 26 août 1969
  - France : 27 février 1971[1]

## Distribution
- Heintje : Heinz « Heintje » Gruber
- Heinz Reincke : Alfred Teichmann
- Gerlinde Locker : Hanna Schwarz
- Sieghardt Rupp : Günter Schelle
- Dagmar Altrichter (de) : Monika Klausen
- Ralf Wolter : Harry
- Solvi Stubing : Gerdi Weber
- Konrad Georg : L'inspecteur de police
- Rudolf Schündler : Le recteur Neumann
- Karin Field : Else
- Mogens von Gadow (de) : Hugo Neubert
- Peter W. Staub (de) : Wache
- Edith Hancke : Lieschen
- Hans Terofal : Rudi

## Source de la traduction
- (de) Cet article est partiellement ou en totalité issu de l’article de Wikipédia en allemand intitulé « Heintje – Ein Herz geht auf Reisen » (voir la liste des auteurs).